# Porina bryophila
Porina bryophila är en lavart som beskrevs av P. M. McCarthy & Kantvilas. Porina bryophila ingår i släktet Porina och familjen Porinaceae.   Inga underarter finns listade i Catalogue of Life.